# Suojärvi (sjö i Finland, Norra Österbotten, lat 64,82, long 26,28)
Suojärvi är en sjö i Finland. Den ligger i kommunen Muhos i landskapet Norra Österbotten, i den centrala delen av landet, 500 km norr om huvudstaden Helsingfors. Suojärvi ligger 77,3 meter över havet. Arean är 12 hektar och strandlinjen är 1,56 kilometer lång. Sjön  ingår i Uleälvens huvudavrinningsområde.   I omgivningarna runt Suojärvi växer i huvudsak blandskog.